# Sortgrå sækbærer
Sortgrå sækbærer (Acanthopsyche atra), eller Sortgrå sækspinder, er en natsommerfugl af familien Sækbærere som lever på heder og i moser. Den er vurderet som moderat truet på den danske rødliste 2019.

## Beskrivelse
Hannerne har et vingefang på 16–22 mm. Hunnerne er apterøse (dvs. vingeløse) og har uudviklede antenner og ben. Parring finder sted med hunnen, der stadig er i puppestadiet, og hun forlader normalt ikke puppen. Hendes krop er gullig og hovedet og brystsegmentet er mørkebrunt. Øjnene er reduceret til sorte pletter.Voksne eksemplarer dukker op i maj og juni, hvor hannerne flyver sent på eftermiddagen og aftenen.
Æg
Æg lægges i puppehuden i juni eller juli og klækkes inden for fire til fem uger.
Larver
Larverne lever af græsser, lavvoksende planter, lyng (Calluna vulgaris) og pil (Salix arter). De lever i en 17 til 20 mm lang sæk, der er dækket i længderetningen med græsstængler og lyngfragmenter. Nogle larver udvikler sig og dukker op fra august til april, mens andre fortsætter med at spise i og overvintre i andet år, før de pupper. Antallet, der overvintrer i et andet år, varierer alt efter klimaet.. I Danmark er de næsten altid 2-årige
Puppe
Puppen er fastgjort på en mur, klippe eller hegn inden forpupering fra april til begyndelsen af juni, og det er her, det let findes

## Udbredelse
Den findes i det meste af Europa undtagen Portugal, det meste af Balkanhalvøen, Irland og Ukraine. Den betragtes som sjældent i Storbritannien. I Danmark er den efter den danske rødliste 2019 regnet som em truet art. 